# John Roche (acteur)
Pour les articles homonymes, voir John Roche et Roche (homonymie).
John Roche, né le 6 février 1893 à Penn Yan et mort le 10 novembre 1952 à Los Angeles, est un acteur américain.

## Filmographie partielle
- 1922 : The Good Provider de Frank Borzage
- 1923 : Lucretia Lombard de Jack Conway
- 1924 : Cornered de William Beaudine
- 1924 : Le Fleuve de feu (Flowing Gold) de Joseph De Grasse
- 1925 : Ma femme et son flirt d'Ernst Lubitsch
- 1925 : Bobbed Hair d'Alan Crosland
- 1925 : The Love Hour de Herman C. Raymaker
- 1926 : Don Juan d'Alan Crosland
- 1926 : The Return of Peter Grimm de Victor Schertzinger
- 1926 : Étoile par intérim (Her Big Night) de Melville W. Brown
- 1927 : La Case de l'oncle Tom de Harry A. Pollard
- 1929 : This Thing Called Love
- 1929 : L'Affaire Donovan de Frank Capra
- 1930 : Sin Takes a Holiday de Paul L. Stein
- 1932 : Tout au vainqueur (Winner Take All) de Roy Del Ruth